# Балег
Балег (фр. Ballaigues) — громада  в Швейцарії в кантоні Во, округ Юра-Нор-Водуа.

## Географія
Громада розташована на відстані близько 85 км на захід від Берна, 28 км на північний захід від Лозанни.
Балег має площу 9,1 км², з яких на 9,9% дозволяється будівництво (житлове та будівництво доріг), 39,8% використовуються в сільськогосподарських цілях, 49,3% зайнято лісами, 1% не є продуктивними (річки, льодовики або гори).

## Демографія
2019 року в громаді мешкало 1108 осіб (+19,7% порівняно з 2010 роком), іноземців було 19,3%. Густота населення становила 122 осіб/км².
За віковим діапазоном населення розподілялося таким чином: 22,7% — особи молодші 20 років, 55,5% — особи у віці 20—64 років, 21,8% — особи у віці 65 років та старші. Було 474 помешкань (у середньому 2,3 особи в помешканні).
Із загальної кількості 1068 працюючих 35 було зайнятих в первинному секторі, 790 — в обробній промисловості, 243 — в галузі послуг.